# Санта-Клаус (Джорджія)
Санта-Клаус (англ. Santa Claus) — місто (англ. city) в США, в окрузі Тумс штату Джорджія. Населення — 204 особи (2020).

## Географія
Санта-Клаус розташована за координатами 32°10′14″ пн. ш. 82°19′48″ зх. д. / 32.17056° пн. ш. 82.33000° зх. д. (32.170497, -82.329889).  За даними Бюро перепису населення США в 2010 році місто мало площу 0,48 км², з яких 0,48 км² — суходіл та 0,00 км² — водойми.

## Демографія
Згідно з переписом 2010 року, у місті мешкало 165 осіб у 73 домогосподарствах у складі 47 родин. Густота населення становила 344 особи/км².  Було 86 помешкань (179/км²).
Расовий склад населення:
| - 92,1 % — білих - 5,5 % — чорних або афроамериканців - 2,4 % — осіб інших рас |

До двох чи більше рас належало 0,0 %. Частка іспаномовних становила 5,5 % від усіх жителів.
За віковим діапазоном населення розподілялося таким чином: 21,8 % — особи молодші 18 років, 62,4 % — особи у віці 18—64 років, 15,8 % — особи у віці 65 років та старші. Медіана віку мешканця становила 41,2 року. На 100 осіб жіночої статі у місті припадало 71,9 чоловіків;  на 100 жінок у віці від 18 років та старших — 79,2 чоловіків також старших 18 років.
Середній дохід на одне домашнє господарство  становив 82 100 доларів США (медіана — 35 682), а середній дохід на одну сім'ю — 91 593 долари (медіана — 36 375). За межею бідності перебувало 8,9 % осіб, у тому числі 11,9 % дітей у віці до 18 років та 0,0 % осіб у віці 65 років та старших.
Цивільне працевлаштоване населення становило 78 осіб. Основні галузі зайнятості: освіта, охорона здоров'я та соціальна допомога — 37,2 %, оптова торгівля — 11,5 %, роздрібна торгівля — 10,3 %.